# Sena de Luna
Sena de Luna település Spanyolországban, León tartományban. Lakosainak száma 390 fő (2024).

## Földrajza
Sena de Luna Los Barrios de Luna, Riello, San Emiliano, Lena, Villamanín és La Pola de Gordón községekkel határos.

## Népesség
A település lakosságának változását az alábbi diagram mutatja:
| Lakosok száma | 492  | 450  | 430  | 400  | 412  | 388  | 389  | 383  | 375  | 390  |
|               | 2001 | 2004 | 2007 | 2009 | 2012 | 2014 | 2017 | 2019 | 2022 | 2024 |